# Austin, Texas
Austin este capitala statului Texas al Statelor Unite ale Americii, precum și sediul comitatului Travis. Aici este plasată una dintre universitățile de prestigiu din SUA, cu facultăți de fizică și astronomie foarte valoroase. 

## Istorie
Primii coloniști sunt înregistrați din 1835, iar în 1837 locul a fost numit Waterloo. În 1839 orașul a fost redenumit Austin.
Prima școală publică în Austin a fost deschisă în Septembrie 1881. Tot în 1881, s-au deschis în Austin Tillotson Collegiate și Normal Institute. University of Texas at Austin și-a deschis porțile în 1883  (clasele universitare au fost inaugurate în clădirea Capitol-ului cu patru ani înainte).  
Austin a devenit un important centru în Statele Unite după inaugurarea clădirii State Capitol în 1888 (la acea vreme, a șaptea mare clădire în lume).

## Demografie
Conform estimărilor biroului de recensămînt american, avea în 2005 o populație de 690252 locuitori.
La recensămîntul din 2000 erau 656.562 locuitori și 265.249 gospodării. După rase, populația era împărțită în 65,36% albi, 10,05% negri, 4,72% asiatici, 0,59% amerindieni, 16,30% din alte rase și 2,99% metiși. Populația hispanică (de diferite rase) era de 30,55%.

## Personalități născute aici
- Drew Brees (n. 1979), jucător de fotbal american.